# Betty Wishart
Betty R. Wishart (* 22. September 1947 in Lumberton, North Carolina) ist eine US-amerikanische Komponistin und Musikpädagogin.
Wishart studierte am Queens College (New York) und an der University of North Carolina at Chapel Hill. Ihre wichtigsten Lehrer waren Roger Hannay, Richard Bunger Evans, Donald Waxman und Michael Zenge. Sie unterrichtet Klavier an der University of North Carolina. Außerdem war sie die Verantwortliche für Musiktheorie und Komposition der North Carolina Music Teachers Association und war Präsidentin der Southeastern Composers' League.
Neben kammermusikalischen Werken und Stücken für Soloinstrumente komponierte Wishart auch Chor- und Orchesterwerke. Ihre Kompositionen wurden in den USA, in Frankreich und Großbritannien, Japan und Korea aufgeführt. Sie erhielt Preise der ASCAP (1996–2007), der National League of American Pen Women, des American College of Musicians der Composers Guild und war Composer in Residence am Weymouth Center for the Arts.

## Werke
- Toccata II für Klavier
- Remembrance für Klavier
- Kohinoor Sonata für Klavier
- Toccatina für Klavier
- Illusions für Klavier
- Sonata für Klavier
- Sounds für Orgel
- Experience für Kammerensemble
- Memories of Things Unseen and Seen für Kammerensemble
- I Soliste für Kammerensemble
- A Day in the Life für Flöte
- Concertante I für Orchester
- No More!
- Beauty Surrounds Us
- What Do We Have
- People in Need